# Museumkaart
De Museumkaart is een persoonsgebonden Nederlandse museumpas die een jaar lang onbeperkt toegang geeft tot ruim 500 musea in Nederland. De kaart bestaat sinds 1981 en wordt uitgegeven door de Museumvereniging. De kaart kan online en in ruim 220 musea worden aangeschaft.
Het is bij uitzondering aan musea toegestaan bij kostbare tentoonstellingen een toeslag in rekening te brengen die ook door Museumkaarthouders betaald moet worden. Deze toeslag moet dan gelden voor alle bezoekers en is tijdelijk van aard.

## Doelstelling
De Museumkaart beoogt het (herhaal)bezoek te bevorderen en de binding tussen musea en hun (potentiële) bezoekers te vergroten. De exploitatie van de kaart is ondergebracht in de Stichting Museumkaart, die ook het Museumweekend organiseert en de marketing van aangesloten musea ondersteunt. Stichting Museumkaart ontvangt geen subsidie en beschikt over de ANBI-status. De inkomsten van de stichting komen ten goede aan de deelnemende musea. Aangesloten musea moeten zijn erkend als geregistreerd museum en zijn lid van de Museumvereniging.

## Vergoeding
Voor ieder met de Museumkaart afgelegd bezoek wordt door de stichting achteraf aan het betreffende museum een bezoekvergoeding uitgekeerd. Dit is een bepaald percentage van de gemiddelde toegangsprijs van het normaal betalend bezoek. Dit vergoedingspercentage wordt jaarlijks landelijk vastgesteld. De Stichting Museumkaart streeft ernaar dat dit minimaal 60% is. Over 2010 was het 70%, over 2011 was het 67%, over 2012 65% en over 2023 60%. Voor de bepaling van de vergoeding wordt voor de gemiddelde toegangsprijs van een museum geen hoger bedrag gerekend dan 1,5 keer het gewogen landelijk gemiddelde voor alle normaal betaalde museumbezoeken.

## Geschiedenis
In 1981 werd de Museumjaarkaart in het leven geroepen door een aantal musea.
De kaart is een aantal jaren gekoppeld geweest aan de NS-voordeelurenkaart en de Rabobankpas. Op 1 januari 2003 ging de Stichting Museumjaarkaart samen met de Nederlandse Museumvereniging. Sinds april 2003 heet de Museumjaarkaart Museumkaart (desondanks spreken veel mensen en musea nog van de Museumjaarkaart of MJK).

### Fraude
Van medio 1995 tot eind 1999 maakte het management van het voormalige Museum De Stadshof in Zwolle zich schuldig aan oplichting voor een totaalbedrag van 42.000 gulden door de suppoosten opdracht te geven 36 door De Stadshof aangekochte kaarten vrijwel dagelijks door de scanner te halen. Het museum betaalde later een schikkingsbedrag om zo strafrechtelijke vervolging te voorkomen.

## Gebruik
In 2011 was ruim 23% van de bezoekers van de aangesloten musea Museumkaarthouder (4,3 miljoen op 18,1 miljoen). In 2012 werden met de Museumkaart ongeveer 5 miljoen museumbezoeken afgelegd, in 2023 is dat gestegen tot een record van bijna 9,5 miljoen bezoeken. Aan de musea werd over 2012 bijna 30 miljoen euro aan bezoekvergoedingen uitgekeerd.
| Jaar | Kaarthouders | Prijs volwassene | Prijs jeugd | Bezoeken  | Musea | Bezoeken per kaart | Vergoeding musea     |
| ---- | ------------ | ---------------- | ----------- | --------- | ----- | ------------------ | -------------------- |
| 1980 | 145.000      |                  |             |           |       |                    |                      |
| 1989 | 280.000      | ƒ 30             |             | 2.000.000 |       |                    | ƒ 6.000.000          |
| 1990 |              | ƒ 40             |             |           |       |                    |                      |
| 1992 | 120.000      | ƒ 40             |             |           |       |                    |                      |
| 1993 | 154.000      | ƒ 40             |             |           |       |                    |                      |
| 1994 |              | ƒ 40             |             |           | 408   |                    |                      |
| 1997 |              |                  |             | 3.000.000 |       |                    | ƒ 19.000.000         |
| 1998 |              | ƒ 55             |             |           |       |                    |                      |
| 2008 | 598.486      |                  |             | 3.000.000 | 440   | 5,4                | € 14.000.000         |
| 2009 | 674.446      |                  |             | 3.500.000 | 440   |                    | € 16.000.000         |
| 2010 | 754.390      | € 40             |             | 3.700.000 | 372   |                    |                      |
| 2011 | 800.000      |                  |             | 4.300.000 |       | 5,5                |                      |
| 2012 | 900.000      | € 45             |             | 5.100.000 |       | 5,8                |                      |
| 2013 | 1.000.000    | € 49,95          |             | 6.400.000 |       | 6,4                | € 37.591.000         |
| 2017 | 1.350.000    | € 59,50          |             | 8.700.000 | 451   | 6,6                | €62 miljoen (totaal) |
| 2023 | 1.508.840    | €64,90           | € 32,45     | 9.462.952 |       |                    |                      |
| 2024 |              | € 75,-           | € 39,-      |           | 500 + |                    |                      |